# Hetman Wrocław
Hetman Wrocław – wrocławski klub szachowy.

## Historia
Klub powstał 9 grudnia 1945 roku jako sekcja Kolejarza Wrocław. W DMP Kolejarz zadebiutował w 1949 roku. W 1956 roku sekcja szachowa Kolejarza połączyła się z sekcją szachową AZS Wrocław, tworząc Kolejowy Klub Szachowy „Hetman”. W 1961 roku szachiści Hetmana w składzie: Doda, Błaszczak, Witkowski, Terlecki, Chrzanowski, Ćwiąkała, Kwaśniewski i Jochelson zdobyli wicemistrzostwo Polski. Jednakże już rok później nastąpił spadek z I ligi. Powrót do I ligi nastąpił w roku 1969. W latach 70. w klubie grali tacy zawodnicy, jak Franciszek Borkowski czy Ryszard Skrobek, jednak pojawił się wówczas problem zapewnienia graczom odpowiednich warunków socjalnych. W 1984 roku z klubu odeszli Borkowski i Zbigniew Jaśnikowski, wówczas też klub spadł z ligi na prawie dziesięć lat. Powrót do I ligi nastąpił w 1993 roku. W 1997 roku wspieranie klubu zakończyła kolej, w efekcie czego nastąpiła zmiana nazwy na Wrocławski Klub Szachowy „Hetman”. Następnie sponsorem Hetmana została firma Gant. W 1999 roku Hetman Wrocław w składzie: Wojtkiewicz, Ķeņģis, Kamiński, Jaśnikowski, Buś, Perdek, Antkowiak i Zielińska zdobył wicemistrzostwo Polski. Rok później Hetman zajął trzecie miejsce w I lidze. W 2001 roku klub wycofał się z rozgrywek I ligi.

## Wyniki w I lidze
| Rok  | Miejsce        | Wynik |
| ---- | -------------- | ----- |
| 1949 | Szczecin       | 5     |
| 1951 | liga dojazdowa | 6     |
| 1956 | liga dojazdowa | 11    |
| 1957 | liga dojazdowa | 9     |
| 1958 | liga dojazdowa | 7     |
| 1959 | liga dojazdowa | 4     |
| 1960 | Wrocław        | 5     |
| 1961 | Wrocław        | 2     |
| 1962 | Wrocław        | 10    |
| 1969 | Wrocław        | 6     |
| 1970 | Poznań         | 6     |
| 1971 | Wisła          | 4     |
| 1972 | Międzygórze    | 5     |
| 1973 | Bydgoszcz      | 12    |
| 1976 | Ciechocinek    | 10    |
| 1977 | Katowice       | 8     |
| 1978 | Szeligi        | 6     |
| 1979 | Lublin         | 9     |
| 1980 | Ustroń         | 10    |
| 1981 | Lubniewice     | 11    |
| 1984 | Ustroń         | 12    |
| 1993 | Lubniewice     | 9     |
| 1994 | Lubniewice     | 9     |
| 1995 | Lubniewice     | 9     |
| 1996 | Augustów       | 12    |
| 1999 | Suwałki        | 2     |
| 2000 | Zakopane       | 3     |